# Tubantien
| Oude naam                                                              | Huidige naam | 'Klimaat' |
| ---------------------------------------------------------------------- | ------------ | --------- |
| Holoceen                                                               | Holoceen     | warm      |
| Tubantien                                                              | Weichselien  | koud      |
| Eemien                                                                 | Eemien       | warm      |
| Drenthien                                                              | Saalien      | koud      |
| Needien                                                                | Holsteinien  | warm      |
| Taxandrien                                                             | Zie aldaar   | koud      |
| Tiglien&Icenien                                                        | Tiglien      | warm      |
| Amstelien                                                              | Pretiglien   | koud      |
| Tabel 1 - Indeling van het Kwartair volgens Van der Vlerk & Florschütz |              |           |

Het Tubantien is een verouderde stratigrafische term voor het Weichselien. De eenheid vormde onderdeel van de Nederlandse onderverdeling van het Kwartair, werd voorafgegaan door het Eemien en opgevolgd door het Holoceen. De term 'Tubantien' werd in 1950 door Van der Vlerk & Florschütz ingevoerd als Nederlandse lokale stratigrafische eenheid. Hoewel er in de kwartairstratigrafie veel voor lokale stratigrafische eenheden te zeggen valt is de term slechts ongeveer 10 jaar in gebruik geweest. Ook tijdens deze tien jaar werden door de meeste onderzoekers de bestaande termen Würm of Weichselien gebruikt.